# Himalayahavtorn
Himalayahavtorn (Hippophaë salicifolia) er en løvfældende busk eller et lille træ. Væksten er smal og opret. Veddet er både hårdt og sejt.

## Beskrivelse
Barken er først gylden på grund af de mange stjernehår, men snart bliver den blank og rødbrun. Gamle grene og stammer kan få en grå, opsprækkende bark. Knopperne er spedtstillede og bronzefarvede. På nogle af planterne ses yderst nogle særligt tykke knopper, som indeholder næste forårs rakler. Arten har nemlig individer, som udelukkende bærer hanlige blomster, og andre, som udelukkende bærer hunlige (og derfor bær). 
Bladene er smalt elliptiske med meget langt udtrukket spids og hel rand. Oversiden er mat og grågrøn, mens undersiden er lysegrå. Blomstringen sker i april. Frugterne er små, bærlignende stenfrugter, som modner i oktober.
Rodnettet er kraftigt og dybtgående. Planten lever i symbiose med strengbakterier (strålesvampe), som skaffer den kvælstof fra luften. Ældre planter danner masser af rodskud. 
Højde x bredde og årlig tilvækst: 15 x 4 m (50 x 10 cm/år).

## Hjemsted
Arten er hjemmehørende i Tibet, Nepal og Nordindien, hvor den er tilpasset voksesteder i fuld sol og med en jord, som er løs og humusfattig, og som bevarer fugtigheden. I Sikkims bjergskove findes den sammen med bl.a. Valnød, Alnus nepalensis, Berberis umbellata, Berberis wallichiana, Gaultheria fragrantissima, Himalaya-Birk, Rododendron-arter, Rubus macilentus, Skærm-Sølvblad, Viburnum erubescens og Zanthoxylum oxyphyllum (en Tandved-art).

## Anvendelse
Frugterne kan bruges, ligesom man bruger frugterne af Havtorn. På grund af rodskuddene kan planten bruges til at binde løse skråninger med – ligesom den almindelige Havtorn. Veddet er både hårdt og sejt, og det kan bruges i sammenhænge, hvor der er meget slid (rivetænder f.eks.).
Planten er modstandsdygtig overfor Honningsvamp, og den er fuldstændigt vindfast.
| Portal | Portal:Botanik |

## Note
1. ↑  gbpihed.gov.in: Ravikant Avasthe: Biodiversity conservation Issues in Sikkim (engelsk)

## Eksterne links
- Rajesh Rajchal: Progress Report on Seabuckthorn (Hippophae salicifolia) Management... (Webside ikke længere tilgængelig) med billeder og nyttige oplsyninger om planten (engelsk)
- Se listen over naboplanter i Darma dalen i den indiske del af Himalaya: Ranbeer S. Rawal and Uppeandra Dhar: Protected area network in Indian Himalayan region (engelsk)
- Se også listen over planter fra Upper Langtang Valley, Nepal: Hans-Jürgen Beug og Georg Miehe: Vegetation history and human impact in the eastern central Himalaya (Langtang and Helambu, Nepal) (engelsk)